# Els Alçaments de la Terra
Els Alçaments de la Terra (en francès: Les Soulèvements de la Terre, SdT) és una organització ecologista francesa creada el gener del 2021. El Consell de Ministres de França va resoldre'n la dissolució el 21 de juny del 2023, tal com havia anunciat prèviament el ministre de l'interior Gérald Darmanin, que sovint havia optat per qualificar els mètodes de lluita del col·lectiu com «ecoterroristes». El procediment de dissolució es va iniciar a finals de març, pocs dies després de violents enfrontaments entre gendarmes i opositors a la construcció de megaconques a Sainte-Soline. La mesura va anar acompanyada de la detenció per part de la divisió antiterrorista de la Gendarmeria d'una quinzena d'activistes de l'organització, fet pel qual es van convocar concentracions de protesta arreu del país.
El decret la dissolució d'aquesta entitat amb 110.000 persones afiliades i 180 comitès locals arriba després d'anys d'accions, manifestacions i sabotatges contra els interessos oligarques. Els seus objectius s'han situat sempre en clau ambiental i contra «projectes nocius», extractivistes o de l'agroindústria. Els darrers anys, els seus membres han organitzat trobades i cimeres que sovint han comportat accions de sabotatge: contra la cimentera Lafarge, els camps de transgènics de Monsanto Company, les megabasses o infraestructures viàries sobredimensionades.
Nombroses organitzacions i personalitats han denunciat l'intent de dissolució de la xarxa, entre les quals sindicats com la majoritària CGT, Solidaires o l'organització pagesa Confederation Paysanne.
Aquesta dissolució queda suspesa l'11 d'agost de 2023, i després anul·lada el 9 de novembre de 2023 pel Consell d'Estat.